# Jardin botanique Clelia Durazzo Grimaldi

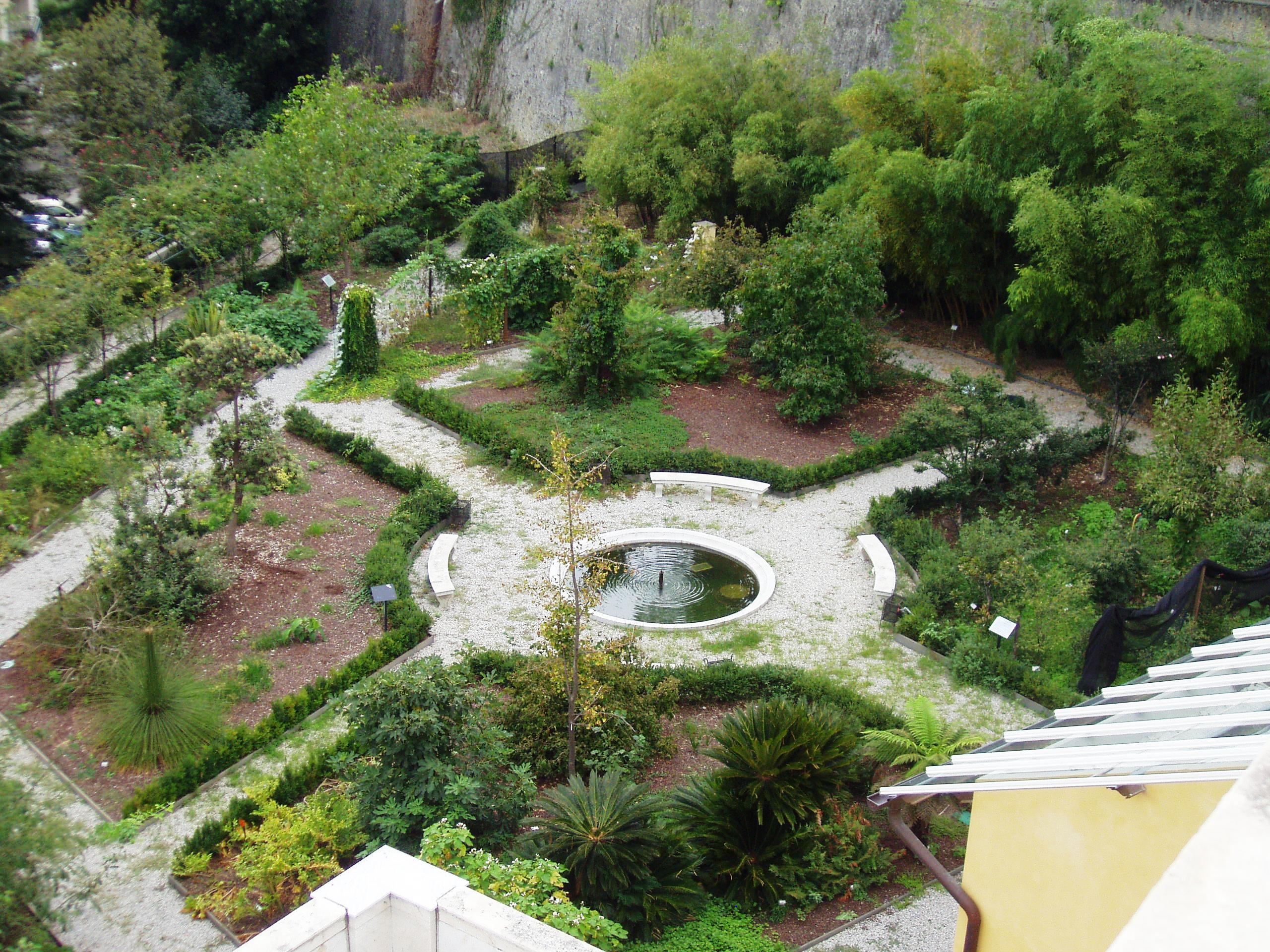
Le jardin

Le jardin botanique Clelia Durazzo Grimaldi se trouve à Pegli, quartier résidentiel de Gênes. D'une superficie de 4500 m², il est adjacent à la villa Durazzo-Pallavicini, qui le domine littéralement du haut.
À l'occasion  de la réunion du G8 de 2001, le jardin, géré par l'ASTER (Azienda Servizi Territoriali del Comune), a fait l'objet d'importants travaux de remodelage qui lui ont restitué son ancienne splendeur.

## Origines
Le jardin fut créé en 1794 par la volonté de Clelia Durazzo, épouse de Giuseppe Grimaldi et issue d'une famille noble qui donna, à Gênes, une forte impulsion aux sciences naturelles. À cette époque, l'activité de la marquise permit d'assurer au jardin botanique - fort de plus de mille six cents taxons - une très grande notoriété dans le domaine scientifique. 

En 1840, son petit-fils, Ignazio Alessandro Pallavicini, fit reconstruire les deux serres monumentales, qui plus tard furent encore restructurées par la fille de ce dernier.
En 1928, le jardin fut donné à la commune de Gênes et devint progressivement une pépinière assurant la production de plants et de fleurs pour l'administration municipale.

## Des années 1980 aux débuts du nouveau millénaire
Depuis les années 1980, le jardin présente des collections de plantes de grande valeur et donne la possibilité de faire des visites à caractère didactique et vulgarisateur, dans le but de montrer un monde à connaître et à protéger.
Initialement ouvert gratuitement par l'entrée secondaire de la Via della Maona, puis payant en passant par la Villa Durazzo-Pallavicini, le jardin est partagé en trois secteurs principaux  :
- les plantes succulentes
- les orchidées tropicales
- les plantes carnivores et épiphytes

### Les plantes succulentes
Dans cette section, sont cultivées des plantes qui ont mis au point différents systèmes pour s'adapter à la survie dans les milieux arides. Parmi environ 220 plantes, on remarque de magnifiques exemplaires de cactus et, dans le kiosque octogonal, un regroupement de la flore de Madagascar, île unique au monde du point de vue de la biodiversité.

### Les orchidées tropicales
Ce secteur héberge, depuis 1994, année du bicentenaire de la création du jardin, une collection d'orchidées tropicales. Parmi les dizaines de milliers présentes dans la nature, les plus représentatives et les plus rares ont été sélectionnées et placées dans une ambiance de type naturel.
Grâce à la diversité des espèces cultivées, il est possible d'observer des floraisons tout au long de l'année, en particulier celles des cattleyas, magnifique et splendide, de la très odorante Maxillaria ou de la minuscule Haraella.

### Les plantes carnivores et épiphytes
Dans une ambiance qui rappelle les forêts humides dans lesquelles prospèrent les espèces épiphytes (du grec epi, sur, et phytos, plante : plantes qui poussent sur les troncs et sur les branches des arbres) sont cultivées des fougères, des cactus, des broméliacées et d'autres plantes curieuses qui, par des stratagèmes variés, ont colonisé la cime des arbres.
Particulièrement intéressantes, les plantes insectivores ont des mécanismes de capture qui diffèrent tant par leur taille que par leur typologie :
- le népenthès, aux grandes urnes, jusqu'à trente centimètres de haut, qui piègent les insectes,
- la sarracénie, aux étroites et longues feuilles cylindriques en « tuyau d'orgue »,
- la drosère, aux tentacules visqueux et mobiles,
- la dionée, dite « attrape-mouches », dotée d'un formidable piège déclenché par des senseurs tactiles.